# Solanum barbeyanum
Solanum barbeyanum är en potatisväxtart som beskrevs av Huber. Solanum barbeyanum ingår i släktet skattor som ingår i familjen potatisväxter. Inga underarter finns listade i Catalogue of Life.